# Jim Davidson
Jim Davidson (Pennsilvània, 18 de gener de 1963) és un actor estatunidenc i model.
És conegut pels seus papers a la sèrie de televisió dels 90, Pacific Blue. També ha fet de convidat especial en un cert nombre de drames televisius i en el serial de la CBS Guiding Light, el 2001-2002 i 2005.
El primer paper de televisió de Davidson arribava com a periodista en la sèrie Monster Wars, que es va retransmetre una temporada el 1993 abans de ser suspesa.
Davidson és llicenciat per la Universitat de Lehigh.
El 2003 Jim també treia un CD de cançons pop cristianes, titulat As Long As I Have You. El CD principalment es va vendre a través del seu lloc web així com en espectacles pels EUA i alguns altres països com Portugal, Dinamarca i el Canadà.
Des de 2007 Jim Davidson ha treballat principalment de comptable i de copropietari d'un taller de reparacions de cotxes a Los Angeles.